# Blas Romero
Blas Agustín Romero (San Lorenzo, 2 febbraio 1966) è un ex calciatore paraguaiano, di ruolo centrocampista.